# Ejilobom

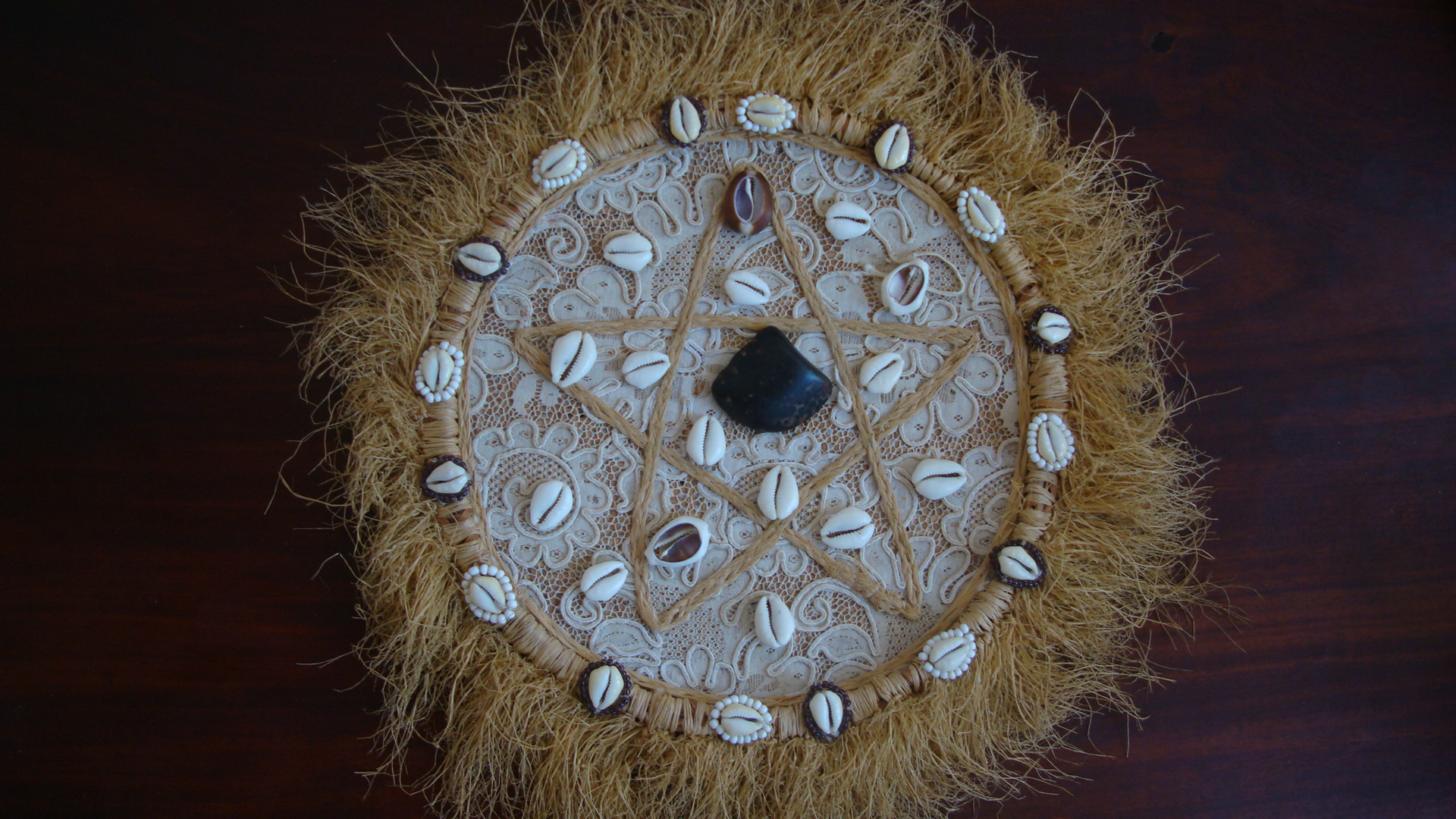
Ejilolom

Ejilolom (em iorubá: ejilobon) é um odu do oráculo de Ifá, representado no merindilogum com treze conchas abertas pela natureza e três fechadas. Nesta caída responde Nanã, Omolu, Egum, Obaluaiê, Icu. Significa que a pessoa trabalha muito e ganha pouco, tudo que recebe acaba perdendo. Tem grandes dificuldades amorosas, trocando de parceiros varias vezes na vida e com tendência a solidão. Apesar de ter problemas nos ossos, artrite, artrose, coluna e dores no corpo tem longevidade.